# Veroli
Veroli és un municipi italià, situat a la regió de Laci i a la província de Frosinone, a la Vall Llatina. L'any 2004 tenia 20.091 habitants.